# Olive (Kalifornia)
Olive önkormányzat nélküli település az USA Kalifornia államában, Orange megyében. 